# Begegnung in Rom
Begegnung in Rom ist ein deutsch-italienischer Spielfilm von Regisseur Erich Kobler aus dem Jahr 1954.

## Handlung
Der junge deutsche Pianist Richard Koster studiert in Rom und verliebt sich dort in die Industriellentochter Fiorella. Bei einem Atelierfest verfällt er jedoch der faszinierenden Französin Germaine und versäumt durch sie einen wichtigen Auftritt. Sein Freund Alberto und sein alter Musikprofessor Roth verschaffen ihm jedoch nach ihrer Abreise eine neue Chance, die ein großer Erfolg wird. Richard begibt sich auf eine Tournee und trifft in Paris wieder auf die schillernde Germaine. Doch diesmal greift Professor Roth ein und bringt Richard auch wieder mit der ihn noch immer liebenden Fiorella zusammen.

## Produktionsnotizen
Die deutsche und die italienische Version wurden eigenständig, aber mit gleichen Schauspielern gedreht. Als Atelier diente das Titanus-Atelier in Rom, die Außenaufnahmen entstanden in Rom sowie in Ostia. Die Filmbauten schuf Ottavio Scotti, die Produktionsleitung übernahm Ferruccio Biancini. Uraufführung war am 11. November 1954 in Rom, deutsche Erstaufführung am 19. November 1954 in Hamburg.

## Kritiken
Der Filmdienst nannte das Werk eine „einfallslose und unbeholfen inszenierte Kolportage.“